# Мартіна Тревізан
Мартіна Тревізан (італ. Martina Trevisan) — італійська тенісистка.
Найбільшим успіхом тенісистки став вихід до чвертьфіналу Відкритого чемпіонату Франції 2020 року.
Брат Мартіни Маттео Тревізан теж професійний тенісист.

## Фінали турнірів WTA

### Пари: 1 фінал
| Результат | В–П | Дата     | Турнір                        | Категорія   | Поверхня | Партнерка             | Супротивниці               | Рахунок  |
| --------- | --- | -------- | ----------------------------- | ----------- | -------- | --------------------- | -------------------------- | -------- |
| Поразка   | 0–1 | Сер 2020 | Palermo International, Італія | Міжнародний | Ґрунт    | Елізабетта Коччаретто | Аранча Рус Тамара Зіданшек | 5–7, 5–7 |